# Sauvagnac
Sauvagnac – miejscowość i gmina we Francji, w regionie Nowa Akwitania, w departamencie Charente.
Według danych na rok 1990 gminę zamieszkiwało 69 osób, a gęstość zaludnienia wynosiła 10 osób/km² (wśród 1467 gmin regionu Poitou-Charentes, Sauvagnac plasuje się na 911. miejscu pod względem liczby ludności, natomiast pod względem powierzchni na miejscu 994.).